# Rinnentang

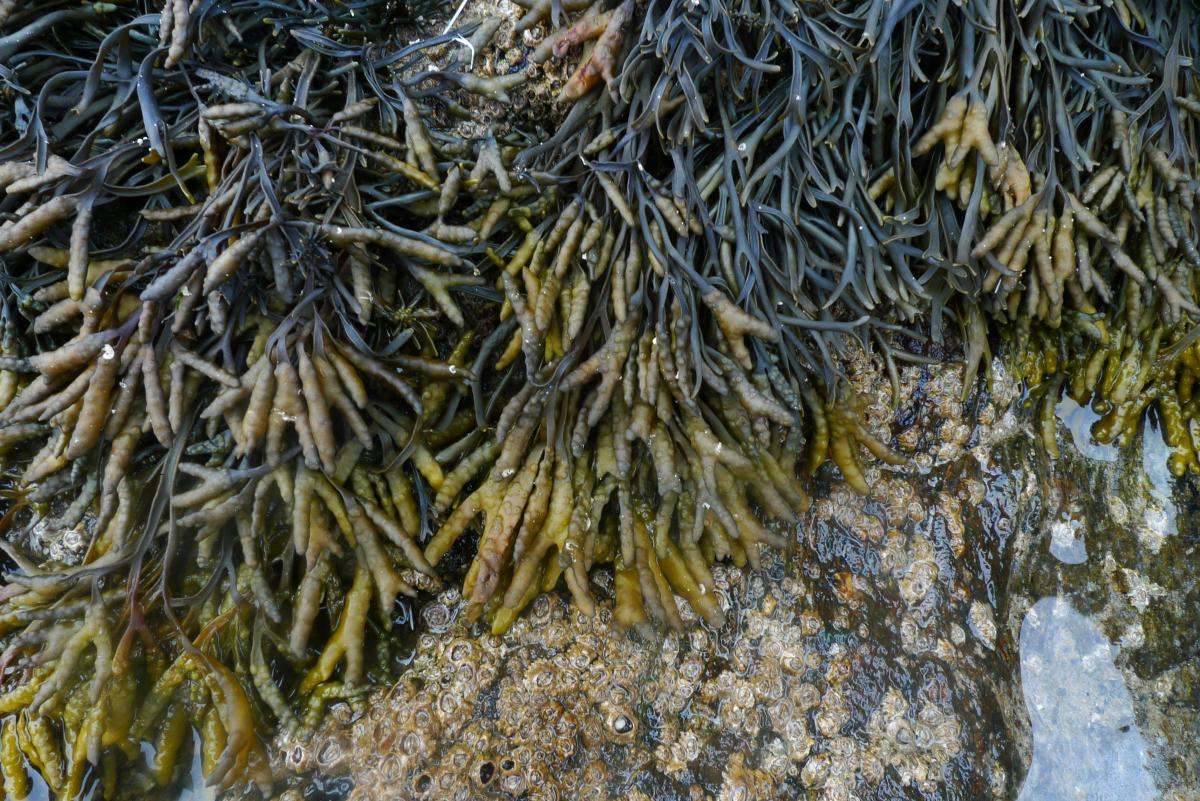
Trockener Rinnentang

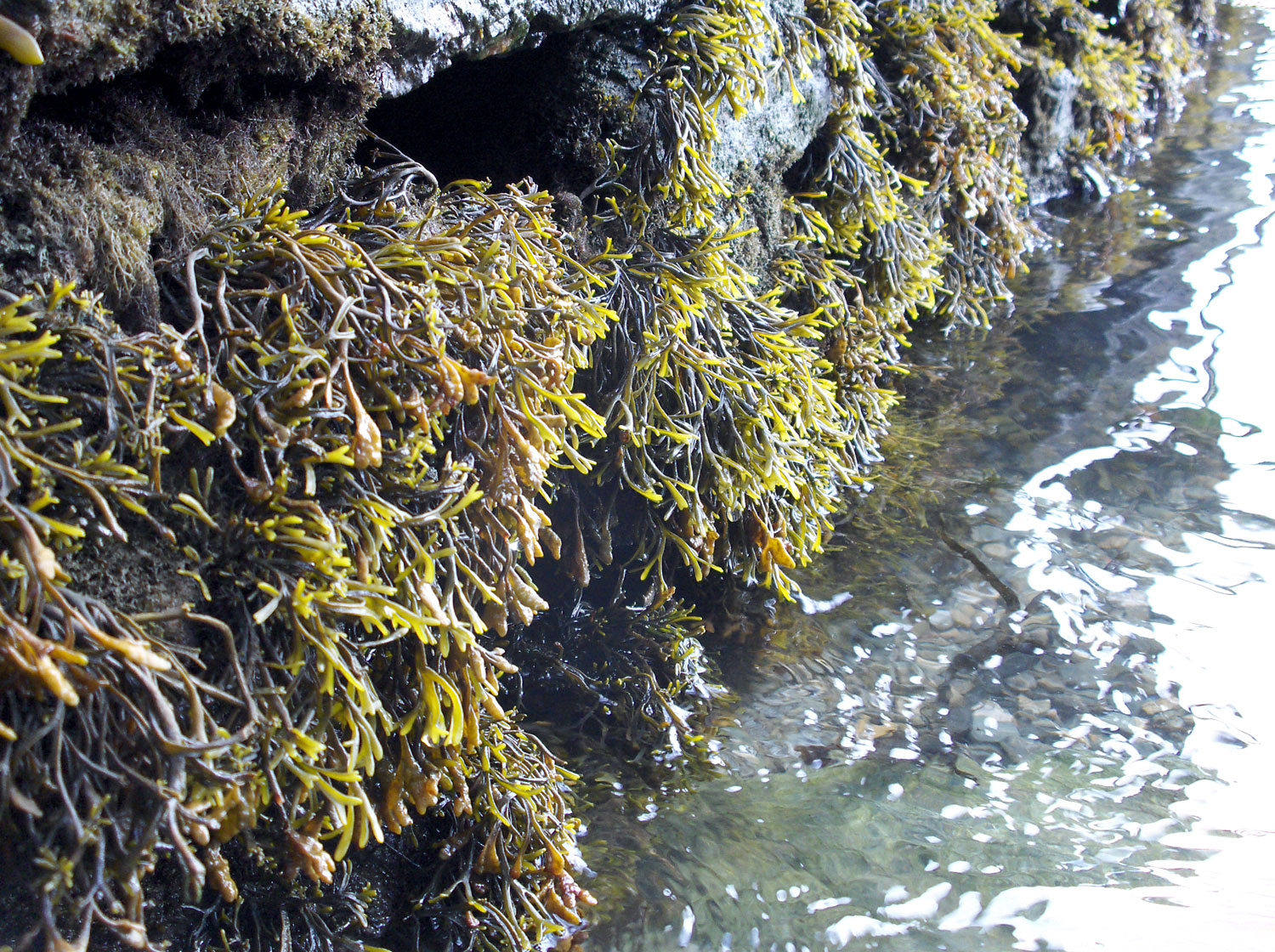
Rinnentang-Kolonie

Der Rinnentang (Pelvetia canaliculata) ist ein mehrjähriger und sehr langsamwüchsiger Seetang aus der Gruppe der Braunalgen. Er ist im Nordost-Atlantik verbreitet.

## Beschreibung
Der Rinnentang ist mit einer Haftscheibe auf dem Untergrund verankert. Er hat einen büscheligen, fest-fleischigen Thallus von acht bis fünfzehn Zentimetern Länge, der sich mehrfach gabelig verzweigt. Die Gabelzweige sind bandartig schmal, ihre Breite beträgt nur drei bis fünf Millimeter. Die Ränder sind etwas eingefaltet, so dass auf der Unterseite eine Rinne geformt wird, in der sich bei Niedrigwasser die Feuchtigkeit hält. Der Thallus besitzt weder eine Mittelrippe noch Schwimmblasen oder Haargrübchen. Die Farbe des Tangs ist gelbbraun bis olivbraun, beim Trocknen oft schwarz werdend.
An den Thallusenden entstehen zur Fortpflanzungsreife zahlreiche schmal-längliche, warzige Rezeptakeln mit einer Länge von 1 bis 3 cm, die manchmal gabelig geteilt sein können. Als Vertreter der Fucales ist der Rinnentang ein Diplont ohne Generationswechsel.

## Ökologie
Der Rinnentang ist gewöhnlich mit einem Pilz infiziert, der den Tang vermutlich dabei unterstützt, in der obersten Gezeitenzone zu überleben.

## Vorkommen
Der Rinnentang ist im östlichen Nordatlantik von Norwegen und Island bis Portugal weit verbreitet. Obwohl er auch in der Nordsee und Ostsee vorkommt, wurde er bei Helgoland bislang nicht gefunden.
Er bildet große Bestände an Felsen in der obersten Gezeitenzone, oft auch an der Brandung ausgesetzten Stellen. Er kann bis in die Spritzwasserzone vordringen.

## Systematik
Die Erstbeschreibung des Rinnentangs erfolgte 1767 durch Carl von Linné unter dem Namen Fucus canaliculatus (in: Systema naturae, Band 2, S. 716). Joseph Decaisne und Gustave Adolphe Thuret stellten die Art 1845 in die Gattung Pelvetia (in: Annales des Sciences Naturelles, Botanique, Troisième série 3, S. 13).
Synonyme für Pelvetia canaliculata (L.) Decne. & Thur. sind Ascophylla canaliculata (L.) Kuntze, Ascophyllum canaliculatum (L.) Kuntze, Fucodium canaliculatum (L.) J. Agardh, Fucus canaliculatus L., Fucus excisus L. und Halidrys canaliculata (L.) Stackh..